# Rochester Castle
Rochester Castle är ett slott i England. Det ligger i grevskapet Kent, 50 km öster om London. Det 34 meter höga kärntornet uppfördes i början av 1100-talet och efter normandernas erövring av England.